# Lijst van voetbalinterlands Armenië - Tsjechië (vrouwen)
Deze lijst van voetbalinterlands is een overzicht van alle officiële voetbalwedstrijden tussen de nationale vrouwenteams van Armenië en Tsjechië. De landen hebben tot nu toe twee keer tegen elkaar gespeeld.

## Wedstrijden
| № | Plaats             | Datum             | Competitie           | Wedstrijd          | Uitslag |
| - | ------------------ | ----------------- | -------------------- | ------------------ | ------- |
| 1 | Roudnice nad Labem | 20 november 2011  | EK 2013 kwalificatie | Tsjechië − Armenië | 5 − 0   |
| 2 | Jerevan            | 19 september 2012 | EK 2013 kwalificatie | Armenië − Tsjechië | 0 − 2   |

## Samenvatting
| Competitie      | Totaal gespeeld | Winst Armenië | Gelijk | Winst Tsjechië | Doelsaldo Armenië – Tsjechië |
| --------------- | --------------- | ------------- | ------ | -------------- | ---------------------------- |
| EK kwalificatie | 2               | 0             | 0      | 2              | 0 − 7                        |
| Totaal          | 2               | 0             | 0      | 2              | 0 − 7                        |